# Kim Cattrall
Kim Victoria Cattrall (* 21. srpna 1956 Liverpool, Anglie) je kanadská televizní a filmová herečka britského původu. Proslula zejména postavou Samanthy Jonesové v americkém televizním seriálu společnosti HBO Sex ve městě.

## Biografie
Narodila se ve Spojeném království v Liverpoolu, krátce po narození se ovšem se svými rodiči přestěhovala do Kanady. Ve svých 11 letech se dočasně vrátila do své domovské země, kde studovala na londýnské Akademii hudebních a dramatických umění (LAMDA). Po absolvování střední školy v kanadském Vancouveru získala stipendium pro studium na newyorské Akademii dramatických umění. Jejím filmovým debutem bylo účinkování ve filmu Otto Premingera Růžové poupě z roku 1975. Posléze se navrátila k divadlu ve Vancouveru a Torontu. Její filmová dráha se začala plně rozvíjet po uzavření smlouvy s Universal Studios.

## Osobní život
Byla třikrát vdaná. První manželství z konce 70. let bylo anulováno. Se svým druhým manželem Andrem J. Lysonem se přestěhovala do německého Frankfurtu a naučila se plynně německy. Byla často spojována s mnoha muži, např. s někdejším kanadským ministerským předsedou Pierrem Trudeauem či s francouzským intelektuálem Bernardem-Henri Lévym.

## Filmografie

### Film
| Rok  | Název                                         | Role                    |
| ---- | --------------------------------------------- | ----------------------- |
| 1975 | Růžové poupě                                  | Joyce Donnovan          |
| 1977 | Deadly Harvest                                | Susan Franklin          |
| 1980 | Hold                                          | Sally Haines            |
| 1981 | Lístek do nebe                                | Ruthie                  |
| 1982 | Porky                                         | Lynn „Lassie“ Honeywell |
| 1984 | Policejní akademie                            | kadet Karen Thompsonová |
| 1985 | Turk 182                                      | Danny Boudreau          |
| 1985 | Zákon města                                   | Wickings                |
| 1985 | Bezva finta                                   | Lise                    |
| 1986 | Velké nesnáze v Malé Číně                     | Gracie Law              |
| 1987 | Figurína                                      | Ema „Emmy“ Hesire       |
| 1988 | Maškaráda                                     | Brooke Morrison         |
| 1988 | Půlnoční křižovatka                           | Alexa Schubb            |
| 1988 | Palais Royale                                 | Odessa Muldoon          |
| 1989 | Návrat tří mušketýrů                          | Justine de Winter       |
| 1989 | La famiglia Buonanotte                        | teta Eva                |
| 1989 | V dobrém i zlém                               | Chris                   |
| 1990 | Ohňostroj marnosti                            | Judy McCoy              |
| 1991 | Star Trek VI: Neobjevená země                 | poručík Valeris         |
| 1992 | Zlomek sekundy                                | Michelle McLaine        |
| 1994 | Dvojitý cíl                                   | Allison Meadows         |
| 1995 | Mimo podezření                                | Gail Cain               |
| 1995 | Live Nude Girls                               | Jamie                   |
| 1996 | V labyrintu smrti                             | Kelly                   |
| 1996 | Where Truth Lies                              | Racquel Chambers        |
| 1997 | Exception to the Rule                         | Carla Rainer            |
| 1998 | Modern Vampires                               | Ulrike                  |
| 1999 | Malí géniové                                  | Robin                   |
| 2001 | 15 minut                                      | Cassandra               |
| 2002 | Crossroads                                    | Caroline Wagner         |
| 2003 | Zkratky ke štěstí                             | Constance Hurry         |
| 2005 | Princezna ledu                                | Tina Harwood            |
| 2006 | Na hřbetě keltského tygra                     | Jane O'Leary            |
| 2008 | Sex ve městě                                  | Samantha Jones          |
| 2010 | Muž ve stínu                                  | Amelia Bly              |
| 2010 | Seznamte se, Monica Velour                    | Monica Velour           |
| 2010 | Sex ve městě 2                                | Samantha Jones          |
| 2019 | Horrible Histories: The Movie – Rotten Romans | Agrippina               |

### Televize
| Rok       | Název                                     | Role                             | Poznámky                                       |
| --------- | ----------------------------------------- | -------------------------------- | ---------------------------------------------- |
| 1976      | Dead on Target                            | sekretářka                       | TV film                                        |
| 1977      | Good Against Evil                         | Linday Isley                     | TV film                                        |
| 1977      | Quincy M.E.                               | Joy DeReatis                     | díl: „Let Me Light the Way“                    |
| 1977      | Loganův útěk                              | Rama II                          | díl: „Half Life“                               |
| 1977      | Switch                                    | kapitán Judith Pierce            | díl: „Dancer“                                  |
| 1977      | What Really Happened to the Class of '65? | Cynthia                          | díl: „The Girl Nobody Knew“                    |
| 1978      | The Hardy Boys/Nancy Drew Mysteries       | Marie Claire                     | 2 díly                                         |
| 1978      | Columbo                                   | Joanne Nicholls                  | díl: „Jak vytočit vraždu“                      |
| 1978      | The Bastard                               | Anne Ware                        | minisérie                                      |
| 1978      | Starsky a Hutch                           | Emily Harrison                   | díl: „Blindfold“                               |
| 1978      | The Paper Chase                           | Karen Clayton                    | díl: „Da Da“                                   |
| 1978      | Family                                    | Susan Madison                    | díl: „Just Friends“                            |
| 1979      | The Incredible Hulk                       | dr. Gabrielle White              | díl: „Kindred Spirits“                         |
| 1979      | How the West Was Won                      | Dolores                          | díl: „The Slavers“                             |
| 1979      | Vegas                                     | princezna Zara                   | díl: „The Visitor“                             |
| 1979      | The Night Rider                           | Regina Kenton                    | TV film                                        |
| 1979      | The Rebels                                | Anne Kent                        | minisérie                                      |
| 1979      | Laťka                                     | Katie Barlow                     | TV film                                        |
| 1979      | Charlieho andílci                         | Sharon Kellerman                 | díl: „Angels at the Altar“                     |
| 1979      | Trapper John, M.D.                        | princezna Allya                  | díl: „The Surrogate“                           |
| 1980      | Scruples                                  | Melanie Adams                    | minisérie, 3 díly                              |
| 1980      | The Gossip Columnist                      | Dina Moran                       | TV film                                        |
| 1980      | Hagen                                     | Carol Sawyer                     | díl: „Nightmare“                               |
| 1982      | Trapper John, M.D.                        | Amy West                         | díl: „You Pays Your Money“                     |
| 1983      | Tales of the Gold Monkey                  | Whitney Bunting                  | díl: „Naka Jima Kill“                          |
| 1984      | Sins of the Past                          | Paula Bennett                    | TV film                                        |
| 1991      | Zázrak v divočině                         | Dora Adams                       | TV film                                        |
| 1992      | Double Vision                             | Caroline/Lisa                    | TV film                                        |
| 1993      | Agentka s digitálním srdcem               | Christina/Delilah                | TV film                                        |
| 1993      | Divoké palmy                              | Paige Katz                       | minisérie, 5 dílů                              |
| 1993      | Angel Falls                               | Genna Harrison                   | hlavní role, 6 dílů                            |
| 1994      | Snílek                                    | Jeannie                          | díl: „The Homecoming Queen“                    |
| 1994      | Screen One                                | Sydnie                           | díl: „Dva zlaté míčky“                         |
| 1995      | OP Center                                 | Jane Hood                        | minisérie, 2 díly                              |
| 1995      | The Heidi Chronicles                      | Susan                            | TV film                                        |
| 1996      | Sen každé ženy                            | Liz Wells                        | TV film                                        |
| 1997      | Krajní meze                               | Rebecca Highfield                | díl: „Znovuzrození“                            |
| 1997      | Invaze                                    | dr. Sheila Moran                 | minisérie, 2 díly                              |
| 1997      | Lumpíci                                   | Melinda Finster (hlas)           | díl: „Mother's Day“                            |
| 1997      | Duckman: Private Dick                     | Tami Margulies (hlas)            | díl: „The Tami Show“                           |
| 1998      | Netvor                                    | dr. Amanda Mayson                | minisérie, 2 díly                              |
| 1998–2004 | Sex ve městě                              | Samantha Jones                   | hlavní role, 94 dílů                           |
| 1999      | 36 hodin do smrti                         | Kim Stone                        | TV film                                        |
| 2004      | Simpsonovi                                | Chloe Talbot (hlas)              | díl: „Kamarádky na život a na smrt“            |
| 2005      | Kim Cattrall: Sexual Intelligence         | samu sebe                        | dokumentární TV film, také výkonná producentka |
| 2007      | Legenda o mém synovi                      | Caroline Kipling                 | TV film                                        |
| 2007      | The Sunday Night Project                  | samu sebe/moderátor              | díl 5.13                                       |
| 2009–2011 | Producing Parker                          | Dee (hlas)                       | 26 dílů                                        |
| 2009      | Kdo myslíš, že jsi?                       | samu sebe                        | díl: „Kim Cattrall“                            |
| 2009      | Simpsonovi                                | čtvrté dítě Simpsonových (hlas)  | díl: „Bratříčku, kde jsi?“                     |
| 2010      | Any Human Heart                           | Gloria Scabius                   | minisérie, 2 díly                              |
| 2011      | Kdo myslíš, že jsi?                       | samu sebe                        | díl: „Kim Cattrall“                            |
| 2013–2016 | Sensitive Skin                            | Davina Jackson                   | hlavní role, 12 dílů                           |
| 2016      | Svědek obžaloby                           | Emily French                     | minisérie, 2 díly                              |
| 2017      | Modus smrti                               | americká prezidentka Helen Tyler | 7 dílů                                         |
| 2018–2019 | Nepohádky                                 | Colleen Powell                   | hlavní role, 9 dílů                            |
| 2020      | Filthy Rich                               | Margaret Monreaux                | hlavní role, 10 dílů                           |
| 2022      | How I Met Your Father                     | Sophie z budoucnosti             | vypravěč                                       |
| 2023      | Glamorous                                 | Madolyn                          | 10 dílů                                        |

## Ocenění
- 1982 Genie Awards: Lístek do nebe (nominace: nejlepší herečka v hlavní roli)
- 1991 Zlatá malina: Ohňostroj marnosti (nominace: nejhorší herečka ve vedlejší roli)
- 2000 Zlatý glóbus: Sex ve městě (nominace: nejlepší herečka ve vedlejší roli seriálu)
- 2001 Zlatý glóbus: Sex ve městě (nominace: nejlepší herečka ve vedlejší roli seriálu)
- 2003 Zlatý glóbus: Sex ve městě (vítězka: nejlepší herečka ve vedlejší roli seriálu)
- 2000 Emmy Awards: Sex ve městě (nominace: nejlepší herečka ve vedlejší roli komediálního seriálu)
- 2001 Emmy Awards: Sex ve městě (nominace: nejlepší herečka ve vedlejší roli komediálního seriálu)
- 2002 Emmy Awards: Sex ve městě (nominace: nejlepší herečka ve vedlejší roli komediálního seriálu)
- 2003 Emmy Awards: Sex ve městě (nominace: nejlepší herečka ve vedlejší roli komediálního seriálu)
- 2004 Emmy Awards: Sex ve městě (nominace: nejlepší herečka ve vedlejší roli komediálního seriálu)
- 2001–2005 Cena Sdružení filmových a televizních herců: Sex ve městě (nominace 3×, vítězka 2×)
- 2004 Satellite Awards (nominace za Sex ve městě)
- 2006 Gemini Awards: Kim Cattrall: Sexual Intelligence (nominace: nejlepší moderátorka)
- 2008 Banff World Television Festival: vítězka ceny NBC Universal Award of Distinction